# Mitrasacme multicaulis
Mitrasacme multicaulis är en tvåhjärtbladig växtart som beskrevs av Robert Brown. Mitrasacme multicaulis ingår i släktet Mitrasacme och familjen Loganiaceae. Inga underarter finns listade i Catalogue of Life.